# Sandahl Bergman

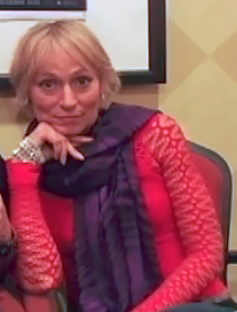
Sandahl Bergman, 2011

Sandahl Bergman (* 14. November 1951 in Kansas City, Missouri) ist eine US-amerikanische Filmschauspielerin und Musicaldarstellerin.

## Biografie
Sandahl Bergman wurde ab 1970 als Tänzerin und Schauspielerin tätig. A Chorus Line, Dancin’ und Gigi waren Musicals, in denen Bergman am Broadway zu sehen war.
Sie wurde vor allem durch ihre Filmrollen an der Seite von Arnold Schwarzenegger bekannt. So war sie 1982 in Conan der Barbar und 1985 in Red Sonja zusammen mit ihm zu sehen. Für Conan der Barbar wurde sie sowohl mit dem Saturn Award als auch dem Golden Globe Award als Beste Nachwuchsdarstellerin ausgezeichnet. Allerdings erhielt sie für ihre Rolle in Red Sonja eine Nominierung zur Goldenen Himbeere in der Kategorie Schlechteste Nebendarstellerin.
Abgesehen von diesen beiden bekannten Spielfilmen wirkte Bergman überwiegend in B-Movies und TV-Serienepisoden mit. Ihre Karriere beim Musical war davon allerdings nicht betroffen. 
Sandahl Bergman war mit dem Schauspieler Josh Taylor verheiratet.

## Filmografie (Auswahl)
- 1970–1973: The Dean Martin Show (Fernsehserie, 50 Folgen)
- 1974: Mame
- 1978: Achtung, Schürzenjäger! (How to Pick Up Girls!, Fernsehfilm)
- 1978: Dancin’ Curtain Call: Bob Fosse (Kurzfilm)
- 1979: Hinter dem Rampenlicht (All That Jazz)
- 1980: Xanadu
- 1982: Hart aber herzlich (Hart to Hart; Folge: Unterwasserjagd)
- 1982: Conan der Barbar (Conan the Barbarian)
- 1982: Die unglaubliche Reise in einem verrückten Raumschiff (Airplane II: The Sequel)
- 1983: She – Eine verrückte Reise in die Zukunft (She)
- 1984: Fit fürs Leben (Getting Physical, Fernsehfilm)
- 1985: Red Sonja
- 1985: The Ferret (Fernsehfilm)
- 1986: Retaliator
- 1986: Die Stewardessen Academy (Stewardess School)
- 1986: Das Model und der Schnüffler (Moonlighting, Fernsehserie, eine Folge)
- 1987: Programmed to Kill
- 1987: Heartbeat
- 1987: Kandyland
- 1988: Hell Comes to Frogtown
- 1988: Dirty Dancing (Fernsehserie, eine Folge)
- 1989: Cheers (Fernsehserie, eine Folge)
- 1989: Hard Time on Planet Earth (Fernsehserie, eine Folge)
- 1990: Freddy’s Nightmares (Fernsehserie, 2 Folgen)
- 1990: Mann muss nicht sein (Designing Women, Fernsehserie, eine Folge)
- 1991: Das Ding aus dem Sumpf (Swamp Thing, Fernsehserie, eine Folge)
- 1991: Raw Nerve
- 1992: Gnadenloser Irrtum (In the Arms of a Killer, Fernsehfilm)
- 1992: Die Verschwörer (Dark Justice, Fernsehserie, eine Folge)
- 1992: Loving Lulu
- 1992: Trucker 2
- 1993: Mord ist ihr Hobby (Murder, She Wrote, Fernsehserie, eine Folge)
- 1993: Die dunkle Macht der Leidenschaft (Body of Influence)
- 1994: Palm Beach-Duo (Silk Stalkings, Fernsehserie, eine Folge)
- 1994: Lipstick Camera
- 1994: TekWar – Recht und Gesetz im Cyberspace (TekWar: TekJustice, Fernsehfilm)
- 1994: Geißel der Lust (Possessed by the Night)
- 1994: Unter Verdacht – Der korrupte Polizist (Under Suspicion, Fernsehserie, eine Folge)
- 1994: Pleasures of Flesh
- 1994: Die Nacht des Killers (Night of the Archer)
- 1995: Ice Cream Man
- 1996: The Assault
- 1997: The P.A.C.K.
- 1999: Sliders – Das Tor in eine fremde Dimension (Sliders, Fernsehserie, eine Folge)
- 1999: Sorceress II: The Temptress
- 2003: The Singing Detective